# Dornier Do 228

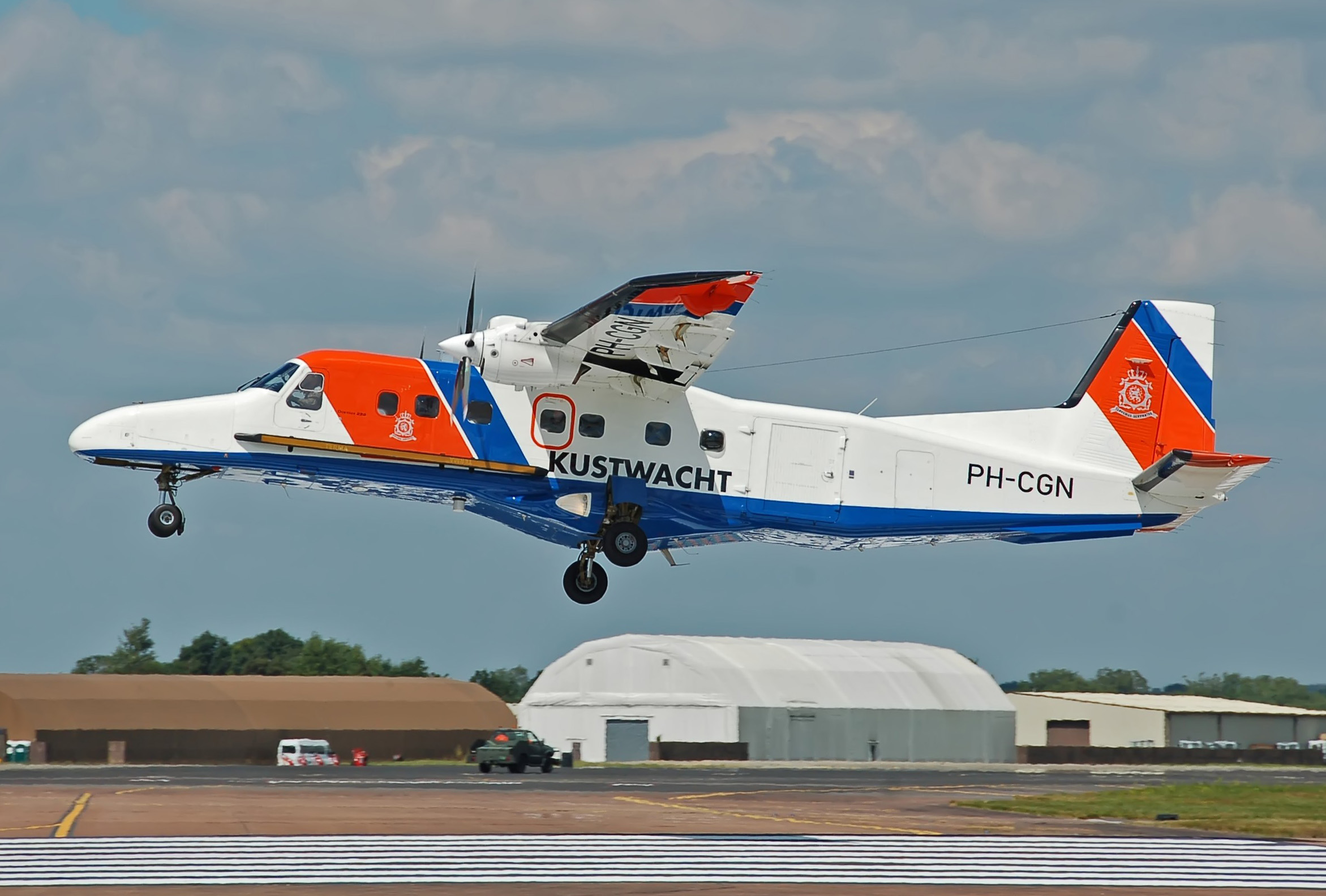

A Do 228 a Dornier GmbH (később DASA Dornier, Fairchild Dornier-) által 1981-1998 között gyártott légcsavaros, gázturbinás, rövid fel- és leszállási úthosszú (STOL), kis hatótávolságú többcélú szállító repülőgép. 
1983-ban a Hindustan Aeronautics (HAL) vásárolta meg a gyártási licencet és legyártott 125 repülőgépet az ázsiai piac részére. A típusból mintegy 270 Do 228 épült Németországban, Oberpfaffenhofenben és az indiai Kánpurban. 2006 augusztusában 127 Dornier Do 228 repülőgép állt a légitársaságok szolgálatában.

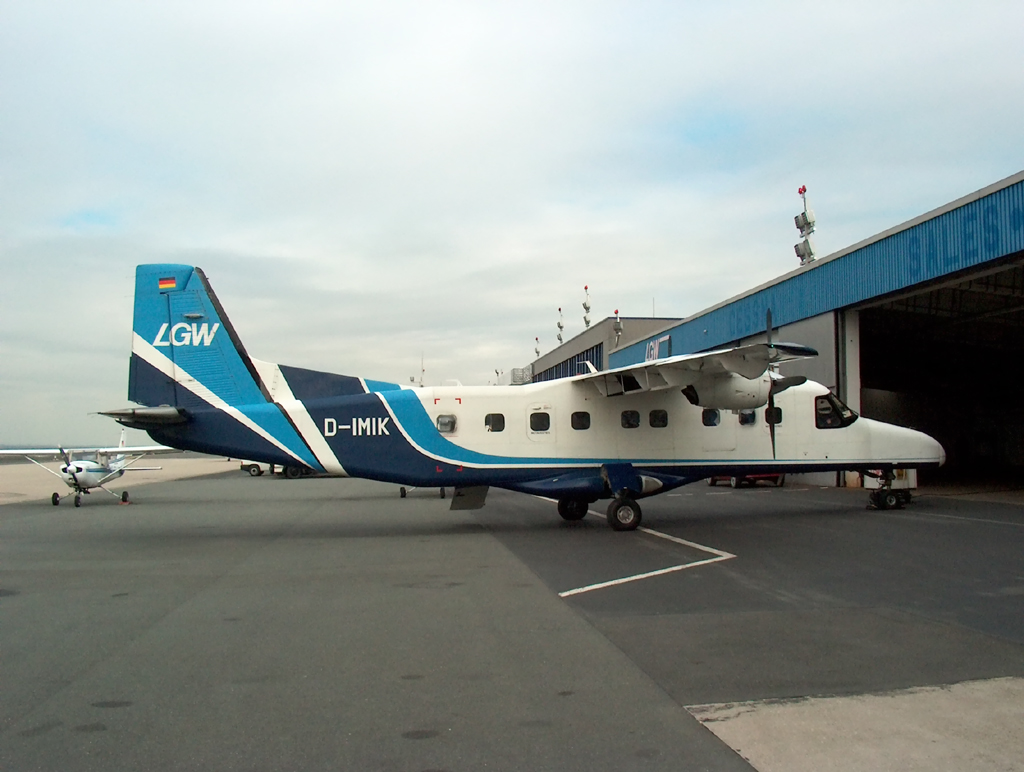

2009-ben a RUAG kezdte el építeni a Dornier 228 új generációját Németországban, melyhez a törzset, a szárnyakat és a vezérsíkokat (vízszintes vezérsík, függőleges vezérsík) a Hindustan Aeronautics Limited (HAL) Kánpur (India) gyártotta, és szállította a München közelében fekvő Oberpfaffenhofenbe, ahol a RUAG Aviation végzi a repülőgép végső összeszerelését, a berendezések telepítését, a termék megfelelőség vizsgálatát és a kész repülőgépek szállítását. Az első szállítás 2010 szeptemberében volt.
2014 októberében a HAL bejelentette az indiai haditengerészet részére 12 Do-228 repülőgép szállítási jogát tengeri felderítés céljára, majd 2015 februárjában bejelentette, hogy megkapta a jogot az indiai légierő részére 14 Do-228 repülőgép, köztük hat motor és szimulátor szállítására is.

## Tervezés és fejlesztés

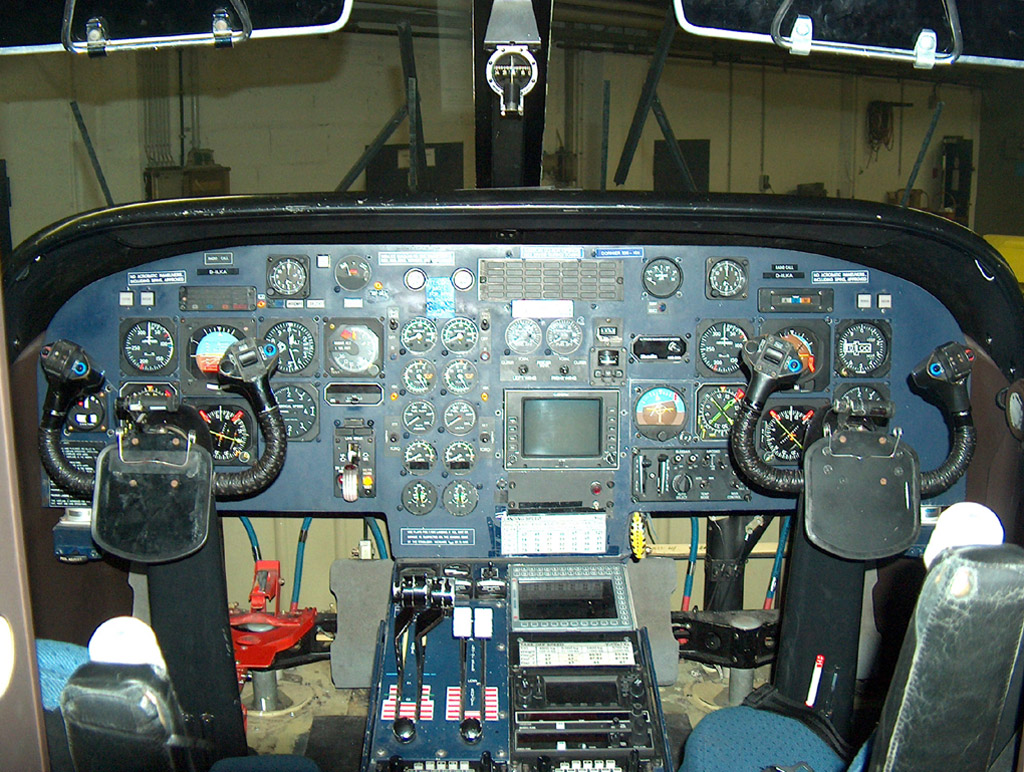

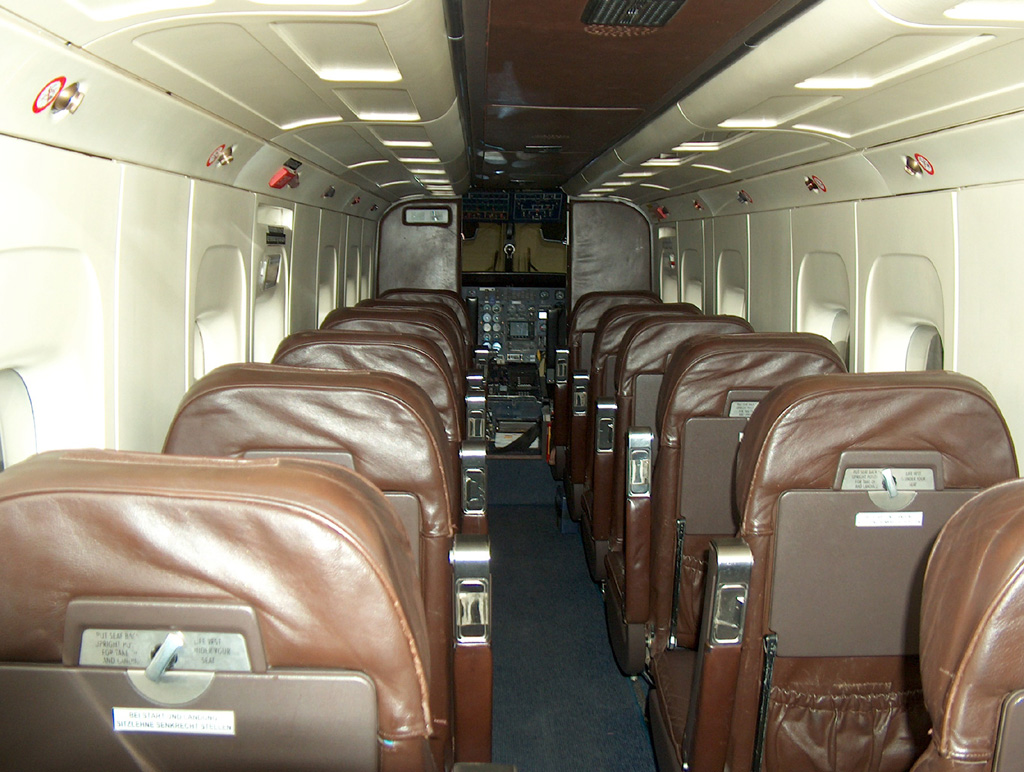

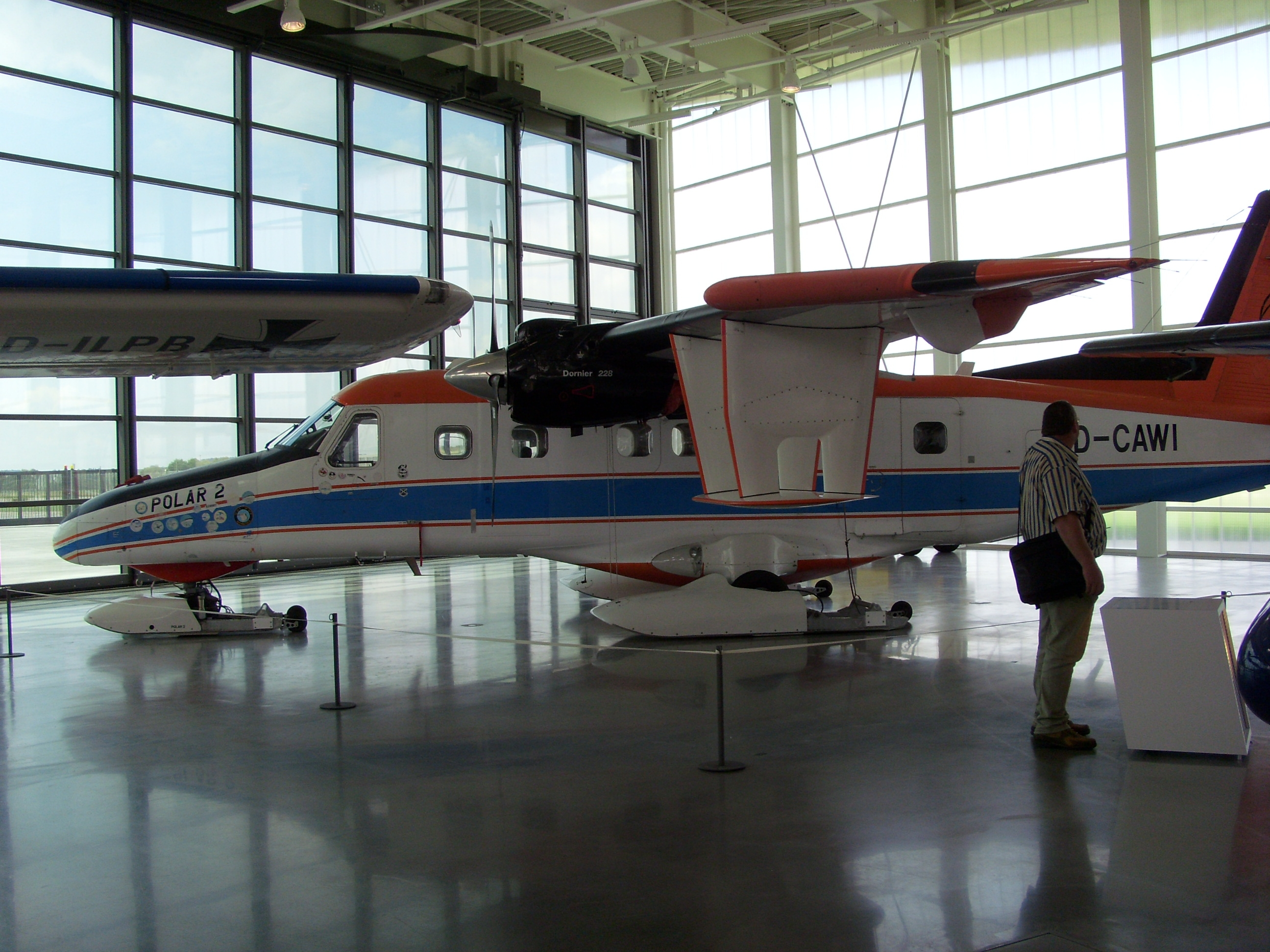
Az antarktiszi expedíción részt vett Dornier Do 228 Polar 2 gép Friedrichshafenben, a Dornier múzeumban

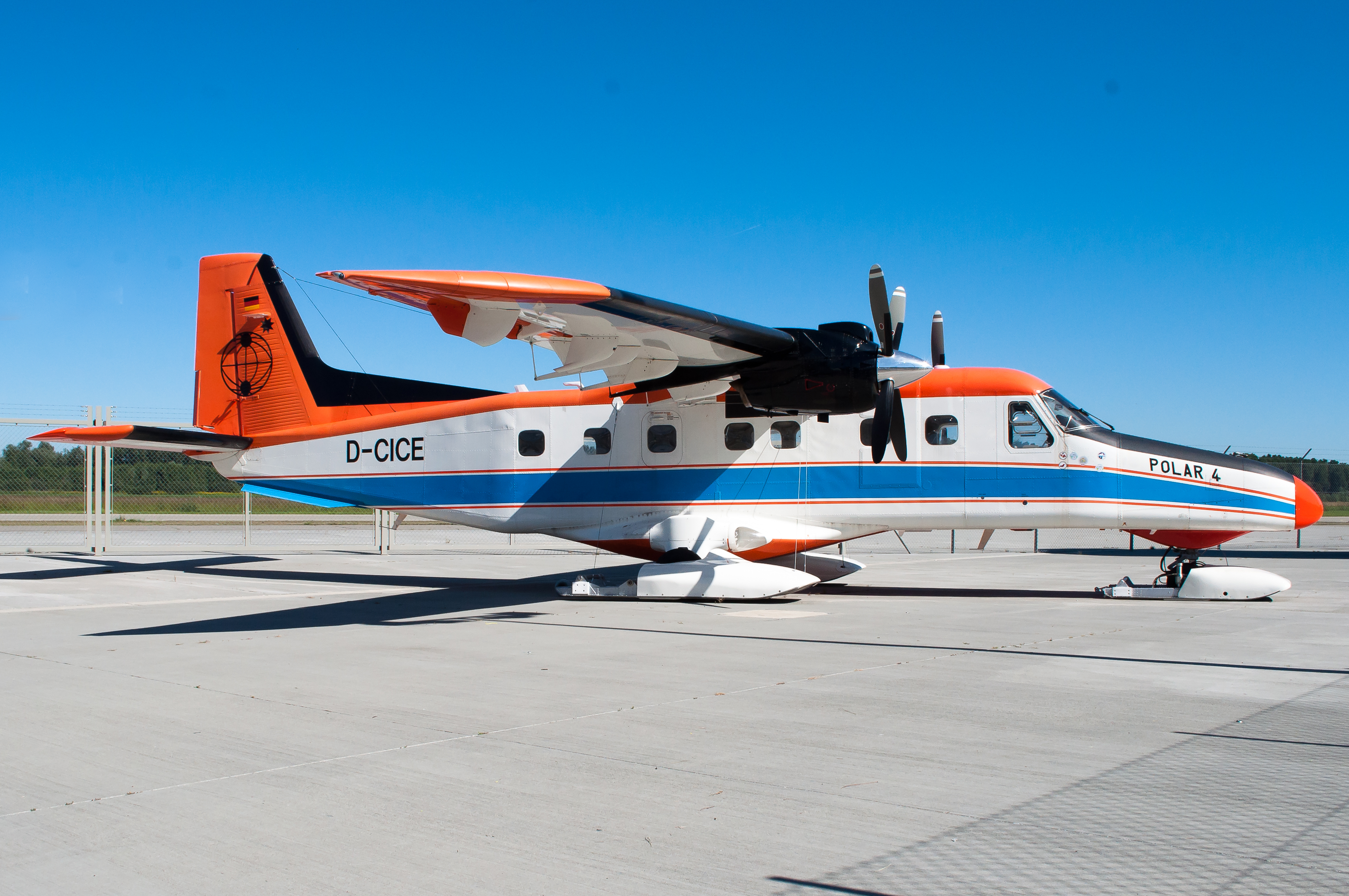
Az antarktiszi expedíciók Polar 2 és Polar 4 gépei a Dornier múzeumban

Az 1970-es években a német kormány támogatásával a Dornier GmbH kifejlesztett egy újfajta szárnyat, a TNT-t (Tragflügel Neuer Technologie). A Dornier tesztelte a módosított Do 28 D-2 Skyservant és Pratt & Whitney Canada PT6 A-110 turbólégcsavaros hajtóműveket. Végül tesztelték az új repülőgépet, a Do 128 nevű két Garrett AiResearch TPE-331-5-öt. A cég kifejlesztett egy új törzset a TNT és a TPE 331-5-öt két változatban (15 és 19 utas), és a két projekt-repülőgépet E-1 (később Do 228-100) és E-2 (később Do 228-200)-nek nevezték el, majd a  Dornier bemutatta az új repülőgépet a nyilvánosság előtt. A két prototípus 1981. március 28-án és május 9-én repült első alkalommal.
Miután a német repülési tanúsítást 1981. december 18-án megadták, az első Do 228 1982 júliusában lépett szolgálatba a Norving flottánál. A brit és amerikai tanúsítás ezt követően 1984. április 17-én és május 11-én volt. A következő években a Dornier felajánlotta a 228-as típus korszerűsített változatait speciális felszereléssel különleges missziók céljára. 1998-ban állt le a gyártása, a fejlettebb jogutód a Fairchild Dornier-328 lett.

## Dornier 228NG
A Dornier 228NG-t a RUAG Aviation állította elő és az EASA tanúsította 2010. augusztus 18-án. Először egy japán vásárló részére szállították, erre 2010 szeptemberében került sor. Az új modellen a fő változás az előző Dornier 228-212 modellhez képest: öt propeller kompozit anyagból, nagyobb teljesítményű motorok, fejlett üvegkabin és elektronikai eszközök. 2011-ben a bangladesi haditengerészet megrendelt két Do 228NG modellt őrizet, kutatási és mentési (SAR) küldetésre. A repülőgépet 2013. június 3-án szállították le.

## Polgári üzemeltetők
2014. októberig 79 repülőgép ismert a kereskedelmi szolgáltatásban. Nagy piaci szereplők a következők:
- Air West Coast (2)
- APSA, Kolumbia (1)
- Agni Air (2)
- Arcus Air (4)
- Aerocardal (2)
- Aero VIP (Portugália) (2)
- Bighorn Airways (3)
- Air Marshall-szigetek (1)
- Napi Air (4)
- Dornier Aviation Nigéria (9)
- Divi Divi Air (2)
- Inter Island Airways, Izland (1)
- Island Aviation (3)
- Jagson Airlines (2)
- Nemzeti Térképészeti Központ, Irán (3) [15]
- Lufttransport (2)
- New Central Airlines (4)
- Sita Air (3)
- Solar Air (2)
- Summit Air (8)
- Vision Airlines (11)
- Susi Air (1)
- GAM Aviation (3)
- Német Űrkutatási Központ (2)
- Tara Air (3)
- Mero Air (3)
- Gorkha Airlines (2)

## Dornier 228-200NG felhasználók
- Lufttransport (1)

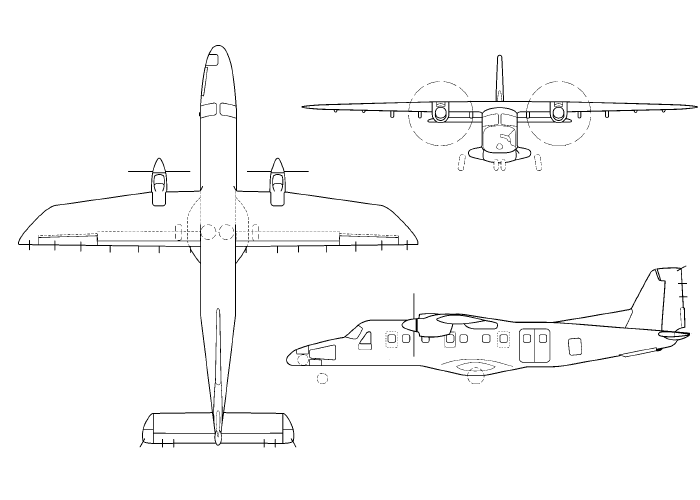

- A venezuelai légierő (10) (rendelésre)
- New Central Airlines (1)
- Bangladesi haditengerészet (2)
- Német Légierő (1)
- Susi Air (3)
- Aurigny Air Services (2) (rendelésre)

## Rendőrség, bűnüldözés
- Finn határőrség Do 228 Helsinki-Malmi repülőtér
- India – Indiai parti őrség – 38 Do 228-101 tengeri felügyelet repülőgép
- Hollandia – Holland parti őrség
- Omán – Royal Oman Police Air Wing
- Egyesült Királyság – Tengeri Halászati Ügynökség
- Mauritius – Mauritius parti őrség

## Katonai szereplők
- Dornier – indiai haditengerészet
- Do 228 német haditengerészet a régi festéssel
- Holland parti őrség – Dornier Do 228
- Angola – Angolai légierő
- Bangladesben – Bangladesi haditengerészet (2). Leszállították 2013. június 3-án.
- Bhután – Royal Bhután Army (Bhután Army Air Wing)
- Cape Verde – parti őrség Zöld-foki-szigetek
- Finnország – Finn határőrség
- Németország – Német haditengerészet – működik két Do 228s egy Do 228NG rendelésre
- India

- Indiai Légierő: 40 Do 228-201, további 14 rendelésre
- Indiai Haditengerészet – működtet: 25 Do 228-201 és 1 Tegye 228-101 és további 6 rendelésre.
- DRDO 1 Dornier DO-228 "Nabhratna" mint egy próba repülő, az LRDE által
- Olaszország – Olasz hadsereg – három 228s
- Malawi – Malawi katonaságnál is működik egy Do 228
- Hollandia – Holland Királyi Légierő
- Omán – Royal Air Force of Oman
- Seychelle-szigetek Seychelles Air Force (2)
- Thaiföldön – Royal Thai Navy – működtet: 7 Do 228s
- Venezuela – A venezuelai légierő: nyolc Do 228NG és két használt Ne 228-212s

## Volt katonai szereplők
- Németország – Német légierő

## Balesetek és incidensek
- 1985. február 24-én egy Dornier 228 Polar 3 gépet (Alfred Wegener Intézet gépe) a Polisario Fron gerillái lelőtték Nyugat-Szahara fölött. A legénység mindhárom tagja meghalt. Polar 3-mal együtt a Polar 2 is úton volt az Antarktiszról visszatérőben Dakar, Szenegál felé, hogy elérje Arrecife-t, a Kanári-szigeteken, ez a gép sértetlenül megérkezett.
- 1991. április 18-án egy Dornier Do 228 Air Tahiti lezuhant az óceán közepén, miközben a Nuku Hiva-i (Marquises-szigetek) repülőtérre tartott, a fedélzetén utazó mind a 18 utas meghalt.
- 1993. január 2-án az indiai parti őrség Do 228-as gépe lezuhant a tengerbe kb 20 tengeri mérföldre Orisa partjaitól. Egy pilóta és egy karbantartó személy túlélte a balesetet. Négy karbantartó életét vesztette.
- 1993. július 31-én egy Everest Air Dornier Do 228 lezuhant a Himalájában, mind a 19, fedélzeten tartózkodó utas meghalt.
- 1997. augusztus 10-én a Formosa Airlines Flight 7601 lezuhant, miközben leszállni próbált Taiwanon, a Matsu Beigan repülőtéren. A balesetben a fedélzetén tartózkodó mind a 16 utas és a személyzet is meghalt.
- 1997. szeptember 6-án a Royal Brunei Airlines Flight 238 lezuhant Malajziában, a Lambir Hills Nemzeti Park területén a Miri repülőtér megközelítése közben. Az ütközésben meghalt a fedélzeten tartózkodó mind a tíz utas és a személyzet is.
- 1998. július 30-án lezuhant az Indian Airlines Flight IC 503 gépe a Cochin-i repülőtérről Keralába tartva, megölve a fedélzetén tartózkodó hat személyt és három másikat, akik egy haditengerészeti műhely épületében dolgoztak, amely lángba borult, amikor a  gép rázuhant.
- 1999. augusztus 7-én a TACV Flight 5002 Santo Antão Island gépe esőben és ködben egy hegyoldalnak ütközve lezuhant, Zöld-foki Köztársaságnál. A balesetben meghalt a Dornier Do 228 mind a 18 utasa és a személyzet is.
- 2003. december 4-én egy Dornier 228 Kato Air-t villámcsapás ért. A repülőgép röviddel a norvégiai Bodø kifutópályája előtt landolt. Mindkét személyzete tartós súlyos sérülést szenvedett, miközben az utasok könnyű sérüléseket szenvedtek. Az LN-HTA jelzéssel regisztrált repülőgépet leírták.
- 2004. augusztus 31-én egy Dornier 228 a Siglufjordur repülőtérnél lezuhant. A repülőgépet leírták, 2010-ben a Flugsafn (Néprajzi Múzeum) Akureyri-be költöztették át.
- 2005 januárjában egy Polar 4 súlyosan megsérült egy durva leszálláskor Rothera-nál, az antarktiszi félszigeten. Mivel lehetetlen volt megjavítani a gépet, a repülőgépet szét kellett szerelni. Ez időtől a tudományos és logisztikai feladatokat a Polar 2 hajtotta végre.
- 2006. szeptember 17-én egy 18 férőhelyes Dornier 228, a nigériai légierő szállító repülőgépe, melyen 15 vezető katonatiszt és háromfős személyzet utazott, nekiütközött egy domboldalnak. Három túlélő maradt, egy utas és a személyzet két tagja, tartós, súlyos sérülésekkel. A repülőgép regisztrációs száma NAF 033. Egy távoli falu, a nigériai Benue tartomány közelében zuhant le, körülbelül 10:30-kor. A katonatisztek tagjai voltak egy a nigériai hadsereget áthelyező kormánybizottságnak. A repülőgép Abujából szeptember 17-én a kora reggeli órákban távozott, útban a nigériai Obudu Cattle Ranch Cross River State-ra, és lezuhant mintegy 18 tengeri mérföldre a rendeltetési helyétől.
- 2008. december 13-án egy a Summit Air charter által üzemeltetett Dornier 228 C-FYEV 14 emberrel a fedélzetén Cambridge Bay (YCB) megközelítése során összeütközött egy Resolute Bay (YRB) légijárattal, mintegy 2,5 km-re a kifutópályától. Egy hajózószemélyzeti tag, és az egyik utas kisebb sérüléseket szenvedett.
- 2010. augusztus 24-én, Agni Air Flight 101 Katmandun kívül szakadó esőben lezuhant, meghalt mind a 14 ember a fedélzetén.
- 2011. június 23-án a Tara Air Do 228 9N-AGQ egy durva leszállás során jelentős károkat okozott a Simikot repülőtér kifutópályáján, Nepálban. A repülőgép a Nepalgunj Airport teherjárata volt.
- 2012. május 14-én egy Agni Air Dornier 228 lezuhant, miközben próbált leszállni Nepálban, a Jomsom repülőtéren, megölve a fedélzetén tartózkodókat.
- 2012. szeptember 28-án a Sita Air Flight 601 zuhant le egy perccel a Luklai repülőtérről való  felszállása után, megölve 19 embert (16 utas és háromfős személyzet) a fedélzeten. Később a TIA egy sajtóközleményében megerősítette, hogy madár csapódott a repülőgépnek.
- 2013. szeptember 9-én egy Corpflite Dornier 228, regisztrációs jelzése CC-CNW, távvezetéknek csapódott, miközben próbált leszállni a ködben Chilében, a Viña del Mar-i repülőtérnél, a személyzet mindkét tagja életét vesztette.

## Műszaki adatok (Do 228–212 NG)
Általános jellemzők
- Pilótafülke: két pilóta
- Kapacitás: 19 utas

### Geometriai méretek és tömegadatok
- Hasznos teher: 2340 kg
- Hosszúság: 16,56 m
- Fesztávolság: 16,97 m
- Magasság: 4,86 m
- Szárnyfelület: 32,0 m²
- Szárnyprofil: A-5
- Üres tömeg: 3739 kg
- Legnagyobb felszálló tömeg: 6400 kg

### Hajtómű
- Hajtóművek száma: 2 db
- Típus: Garrett TPE 331-10 légcsavaros gázturbina
- Légcsavarok: Hartzell HC-B4TN-5ML / LT10574 négytollú légcsavar
- Légcsavar átmérője:

### Repülési jellemzők
- Maximális sebesség: 435 km/h
- Gazdaságos utazósebesség:
- Átesési sebesség:
- Hatótávolság: 845 km
- Legnagyobb repülési magasság: 8535 m
- Emelkedőképesség: 7,5 m/s

## Kapcsolódó fejlesztések
- Dornier Do 28
- Dornier 328
- Fairchild Dornier 328JET

## Hasonló repülőgépek
- An–28
- BAe Jetstream
- DHC–6 Twin Otter
- GAF Nomad
- Harbin J-12
- IAI Arava
- L–410 Turbolet
- Short SC.7 Skyvan